# Вольфганг Юлий Гогенлоэ-Нейенштейнский
Вольфганг Юлий Гогенлоэ-Нейенштейнский (нем. Wolfgang Julius von Hohenlohe-Neuenstein; 3 августа 1622, Нейенштейн — 26 декабря 1698, там же) — последний граф Гогенлоэ-Нейенштейнский, генерал-фельдмаршал.

## Биография
Вольфганг Юлий — сын Крафта III Гогенлоэ-Нейенштейнского (1582—1641) и Софии Цвейбрюккен-Биркенфельдской (1593—1676), дочери пфальцграфа Карла I Пфальц-Цвейбрюккен-Биркенфельдского. Во время Тридцатилетней войны семья Гогенлоэ бежала в Ордруф. В 1637 году 15-летний Вольфганг Юлий был арестован, при этом ранен в лицо рикошетом. В 1643 году граф отправился в гран-тур по Франции. Поступил на службу в полк рейхсмаршала Иосиаса Ранцау. Оказался втянутым в придворные интриги, обернувшиеся для него семью месяцами заключения в крепости.
В 1657 году вернулся домой. Получил звание генерал-лейтенанта войск Рейнской лиги, созданных для обороны от турок на Балканах. Вольфганг Юлий служил в Штирии. С 1664 году воевал в Хорватии и Венгрии. Отличился при осаде Фюнфкирхена и Нейзерина, которые тем не менее провалились в отсутствие единства в командовании. После успешной битвы при Сентготхарде получил звание генерал-фельдмаршала и вернулся на родину с 800 воинами, оставшимися из 6500. Приобрёл владение Вильхермсдорф под Нюрнбергом.

## Семья
Вольфганг Юлий был дважды женат. 25 августа 1666 года он женился на Софии Элеоноре Шлезвиг-Гольштейн-Зондербург-Плёнской (1644—1688), дочери Иоахима Эрнста Шлезвиг-Гольштейн-Зондербург-Плёнского. После смерти Софии Элеоноры в 1689 году он женился на графине Франциске Барбаре Вельц-Вильмерсдорфской (1666—1718). Оба брака были бездетными, Вольфгангу Юлию наследовал старший брат Иоганн Фридрих I Гогенлоэ-Эрингенский. Вдова Вольфганга Юлия вышла замуж за Филиппа Эрнста Гогенлоэ-Вальденбург-Шиллингфюрста (1663—1759).